# Łączna (Sainte-Croix)
Pour les articles homonymes, voir Łączna.
Łączna est une localité polonaise, siège de la gmina de Łączna, située dans le powiat de Skarżysko en voïvodie de Sainte-Croix.